# Oszk nyelv
Az oszk vagy oscus nyelv (saját elnevezése talán samnis lehetett, az oszkul beszélőket szamnitáknak – latinul samnites – nevezték) az indoeurópai nyelvcsalád itáliai ágának szabell (oszk–umber) csoportjába tartozó, kihalt ókori nyelv (nyelvjárások összessége), amelyet Itália déli területein és Szicíliában beszélhettek. Kiterjedésének körvonalai bizonytalanok, mivel az sem biztos, hogy az oszk, illetve a többi, kevéssé ismert ókori itáliai nyelv valóban különálló nyelvek voltak-e, vagy csak egymáshoz és a latinhoz közel álló dialektusok. Az oszkok saját ábécét használtak, amely etruszk közvetítéssel a görögből származik, de találtak görög és latin betűs oszk nyelvű feliratokat is. Legközelebbi rokona az umber nyelv volt.

## Jellemzői
A ránk maradt írásos emlékek alapján a nyelv (akárcsak a többi itáliai rokon nyelv) a latinnal mutatott közeli rokonságot. Hangtanilag jellegzetes különbség a latinhoz képest, hogy az indoeurópai [kw]-nak az oszkban [p] felel meg (amely a görög és a kelta hangrendszerrel rokonítja): pis (vö. latin quis) ’ki?’; az indoeurópai [bh] és [dh] hangoknak pedig a latin típusú [b, d] helyett az oszkban [f] található: sifei (vö. latin sibi) ’saját magának’, mefio (vö. latin medius) ’középső’. A hangsúly valószínűleg kötött volt, és az első szótagra esett.
Nyelvtani sajátosságai közé tartozik, akárcsak a nyugati újlatin nyelvekben, hogy a többes számot (a latin I. és II. névszóragozás -i és -ae ragjaitól eltérően) -s hozzáadásával képezték: status (vö. latin statuae, spanyol estatuas) ’szobrok’, scriftas set (vö. latin scriptae sunt, spanyol son escritas) ’írva vannak’.

## Oszk nyelvemlékek
Pompeji (etruszk betűs) építési felirat

V(iíbis) Aadrians Viíbieís eítiuvam, paam vereiiaí púmpaiianaí trístaamentud deded, eísak eítiuvad Viínikiís m(a)r(aheís) kvaísstur púmpaiians trííbúm ekak kúmbennieís tanginud úpsannam deded, ísídum prúfatted.
„Vibius Atranus, Vibius fia, a pénzt, amelyet a pompeji közösségnek végrendeletileg adott, abból a pénzből Vibius Vicinius, Mara (?) fia, pompeji quaestor ezt a házat a népgyűlés határozata alapján építette, s ugyanő jóváhagyta.”

Az átírásban ú = u, u = o, í = í/é és i = i/j; -s- = z.
A bantiai latin betűs bronztábla

Pon censtur Bansae toutam censazet, pis ceus Bantins fust, censamur esuf in(im) eituam poizad ligud iusc censtur censaum angetuzet.
„Amikor a censorok Bantiában a népet cenzus alá fogják venni, aki bantiai polgár lesz, vétessék cenzus alá vagyonát tekintve is, amilyen törvény alapján azok a cenzorok a cenzustartást majd elrendelik.”